# Карагандинська ТЕЦ-3
Карагандинська ТЕЦ-3 — теплова електростанція в центральній частині Казахстану.
В 1977—1980 роках на майданчику станції ввели в дію чотири парові котли виробництва Барнаульського котельного заводу типу БКЗ-420-140-5 продуктивністю по 420 тонн пари на годину. Вони живили три парові турбіни від Уральського турбомоторного заводу типу Т-110/120-130-3 потужністю по 110 МВт, які стали до ладу в 1977 (дві) та 1978 роках (станційні номери 1 — 3).
В 1990-му запустили ще одну турбіну від Уральського турбомоторного заводу типу Т-110/120-130-5 потужністю 110 МВт (номер 4). Крім того, в 1987, 1989 та 1995 роках ввели в дію ще три парові котли Барнаульського котельного заводу типу БКЗ-420-140-5 продуктивністю по 420 тонн пари на годину.
У 2012-му стала до ладу парова турбіна виробництва концерну «Силові машини» типу Т-120/140-12,8 потужністю 120 МВт.
В 2016-му додали постачені китайським виробником з Харбіну паровий котел типу HG-670/14-YM20 продуктивністю 670 тонн пари на годину та парова турбіна СС-110/120-12,7/0,23 потужністю 110 МВт. Таким чином, загальна електрична потужність станції досягнула 670 МВт при тепловій у 1069 Гкал/год. Втім, показник фактичної потужності при цьому становив 532 МВт.
Як паливо ТЕЦ споживає вугілля.
Для видалення продуктів згоряння звели два димарі висотою 180 та 270 метрів.
Вода для охолодження надходить з каналу Іртиш — Караганда.
Видача продукції відбувається по ЛЕП, що працюють під напругою 110 кВ та 220 кВ.